# Rita Bosaho

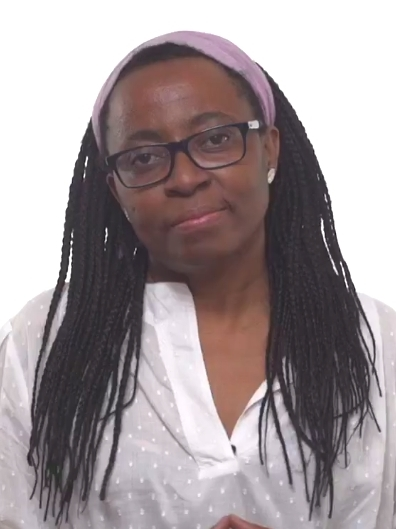
Rita Bosaho (2018)

Rita Gertrudis Bosaho Gori (* 21. Mai 1965 in Santa Isabel, Spanisch-Guinea (heute Äquatorialguinea)) ist eine äquatorialguineisch-spanische Politikerin und Aktivistin.

## Leben
Rita Bosaho wurde bei den Wahlen 2015 in Spanien als Vertreterin der Provinz Alicante in den spanischen Abgeordnetenkongress gewählt. Sie ist Mitglied von Podemos. Bosaho zog im Alter von vier Jahren nach Spanien – als geborene Spanierin – und lebte bei einer Familie eines Militärvaters in Cádiz und Cartagena, bevor sie nach Alicante zog.
Bosaho ist die Nichte von Enrique Gori Molubela, der Mitglied der Cortes Españolas war und die damalige spanische Kolonie von Fernando Po (heute Bioko) vertrat. Sie hat einen Abschluss in Geschichte von der Universität Alicante. 23 Jahre lang arbeitete sie als Krankenschwester im allgemeinen Krankenhaus von Alicante. Sie hat auch eine aktivistische Arbeit im Bereich der Menschenrechte entwickelt, wobei sie sich insbesondere auf die Reduzierung der Gewalt gegen Frauen konzentrierte. Bevor sie ins nationale Parlament gewählt wurde, kandidierte sie bei den Regionalwahlen in Valencia im Mai 2015 für Podemos. Im November 2015 wurde sie zur Spitzenkandidatin der Podemos-Liste für Alicante gewählt, eine Entscheidung, die von den Gegnern in der Gemeindevertretung angefochten wurde. Nachdem sie bei den Wahlen im Dezember 2015 einen Sitz gewonnen hatte, war sie die erste schwarze Abgeordnete Spaniens überhaupt.